# En Avant de Guingamp 2014-2015
Questa voce raccoglie le informazioni riguardanti l'En Avant de Guingamp nelle competizioni ufficiali della stagione 2014-2015.

## Stagione
La stagione 2014-2015 del Guingamp è la 9ª del club in Ligue 1. Nella stagione precedente il Guingamp è arrivato 16º in Ligue 1 e ha vinto la Coupe de France, riuscendo così a qualificarsi per l'Europa League.
Jocelyn Gourvennec, in carica dal 2010, viene confermato ancora una volta come allenatore della squadra.

## Maglie e sponsor
Lo sponsor tecnico per la stagione 2014-2015 è Patrick, mentre lo sponsor ufficiale è Celtigel. La prima maglia è rossa con banda trasversale nera, calzoncini neri e calzettoni rossi. La seconda maglia è bianca con banda superiore orizzontale nera, calzoncini e calzettoni bianchi.
| Casa | Trasferta |

## Rosa
| N. |                           | Ruolo | Calciatore          |
| -- | ------------------------- | ----- | ------------------- |
| 1  | Danimarca (bandiera)      | P     | Jonas Lössl         |
| 2  | Danimarca (bandiera)      | D     | Lars Jacobsen       |
| 3  | Francia (bandiera)        | D     | Benjamin Angoua     |
| 4  | Guinea (bandiera)         | D     | Baissama Sankho     |
| 5  | Senegal (bandiera)        | C     | Moustapha Diallo    |
| 6  | Francia (bandiera)        | D     | Maxime Baca         |
| 7  | Francia (bandiera)        | D     | Dorian Lévêque      |
| 8  | Danimarca (bandiera)      | A     | Ronnie Schwartz     |
| 9  | Mali (bandiera)           | A     | Mustapha Yatabaré   |
| 9  | Francia (bandiera)        | C     | Yannis Salibur      |
| 10 | Francia (bandiera)        | C     | Younousse Sankharé  |
| 12 | Francia (bandiera)        | C     | Claudio Beauvue     |
| 13 | Francia (bandiera)        | A     | Christophe Mandanne |
| 14 | Rep. del Congo (bandiera) | A     | Ladislas Douniama   |
| 15 | Francia (bandiera)        | D     | Jérémy Sorbon       |

| N. |                    | Ruolo | Calciatore               |
| -- | ------------------ | ----- | ------------------------ |
| 16 | Francia (bandiera) | P     | Hugo Guichard            |
| 17 | Marocco (bandiera) | A     | Rachid Alioui            |
| 18 | Francia (bandiera) | C     | Lionel Mathis (Capitano) |
| 19 | Francia (bandiera) | D     | Grégory Cerdan           |
| 20 | Francia (bandiera) | C     | Laurent Dos Santos       |
| 21 | Francia (bandiera) | C     | Sylvain Marveaux         |
| 22 | Francia (bandiera) | C     | Julien Cardy             |
| 23 | Mali (bandiera)    | A     | Mana Dembélé             |
| 23 | Francia (bandiera) | C     | Jérémy Pied              |
| 24 | Mali (bandiera)    | C     | Sambou Yatabaré          |
| 25 | Francia (bandiera) | D     | Reynald Lemaître         |
| 26 | Francia (bandiera) | C     | Thibault Giresse         |
| 28 | Francia (bandiera) | A     | Julien Bègue             |
| 29 | Francia (bandiera) | D     | Christophe Kerbrat       |
| 30 | Francia (bandiera) | P     | Mamadou Samassa          |

## Calciomercato

### Sessione estiva(dall'1/7 al 2/9)
| Acquisti | Acquisti         | Acquisti      | Acquisti                    |
| R.       | Nome             | da            | Modalità                    |
| -------- | ---------------- | ------------- | --------------------------- |
| P        | Jonas Lössl      | Midtjylland   | definitivo (500.000 €)      |
| D        | Benjamin Angoua  |               | svincolato                  |
| D        | Maxime Baca      |               | svincolato                  |
| D        | Lars Jacobsen    |               | svincolato                  |
| D        | Ronnie Schwartz  | Randers       | definitivo (1,9 milioni €)  |
| C        | Julien Cardy     |               | svincolato                  |
| C        | Sylvain Marveaux | Newcastle Utd | prestito                    |
| C        | Jérémy Pied      | Nizza         | prestito                    |
| C        | Sambou Yatabaré  | Olympiacos    | prestito                    |
| A        | Tiécoro Keita    | Guingamp 2    | contratto da professionista |

| Cessioni | Cessioni                 | Cessioni             | Cessioni                   |
| R.       | Nome                     | a                    | Modalità                   |
| -------- | ------------------------ | -------------------- | -------------------------- |
| P        | Guy N'dy Assembé         | Nancy                | fine prestito              |
| D        | Thierry Argelier         | Vendée Poiré-sur-Vie | prestito                   |
| D        | Paul Babiloni            |                      | svincolato                 |
| D        | Grégory Cerdan           |                      | svincolato                 |
| D        | Jonathan Martins Pereira |                      | svincolato                 |
| D        | Mathéus Coradini Vivian  |                      | svincolato                 |
| C        | Fatih Atık               |                      | svincolato                 |
| C        | Arthur Delalande         |                      | svincolato                 |
| C        | Steeven Langil           |                      | svincolato                 |
| A        | Julien Bègue             | Boulogne             | prestito                   |
| A        | Mana Dembélé             | Nancy                | prestito                   |
| A        | Tiécoro Keita            |                      | svincolato                 |
| A        | Mustapha Yatabaré        | Trabzonspor          | definitivo (2,5 milioni €) |

### Sessione invernale(dal 3/1 al 2/2)
| Acquisti | Acquisti       | Acquisti      | Acquisti   |
| R.       | Nome           | da            | Modalità   |
| -------- | -------------- | ------------- | ---------- |
| C        | Yannis Salibur | Clermont Foot | definitivo |

| Cessioni | Cessioni | Cessioni | Cessioni |
| R.       | Nome     | a        | Modalità |
| -------- | -------- | -------- | -------- |

## Risultati

### Ligue 1

#### Girone d'andata
| Arbitro: | Lesage |

|  |           |                          |
|  | Marcatori | 39’ (rig.), 90+2’ Erdinç |

| Arbitro: | Moreira |

|  |           |                |
|  | Marcatori | 90+3’ Douniama |

| Arbitro: | Millot |

|  |           |            |
|  | Marcatori | 46’ Gignac |

| Arbitro: | Desiage |

|                                         |           |  |
| Jeannot 58’ Lavigne 80’, 90+3’ Ayew 82’ | Marcatori |  |

| Arbitro: | Thual |

|                                |           |             |
| Diallo 26’ Mandanne 34’ (rig.) | Marcatori | 83’ Diabaté |

| Arbitro: | Lesage |

|           |           |  |
| Dirar 38’ | Marcatori |  |

| Arbitro: | Lannoy |

|  |           |              |
|  | Marcatori | 24’ Bussmann |

| Arbitro: | Kalt |

|                        |           |             |
| Camara 48’ Montaño 89’ | Marcatori | 83’ Beauvue |

| Arbitro: | Ennjimi |

|  |           |              |
|  | Marcatori | 33’ N'Koudou |

| Arbitro: | Fautrel |

|            |           |                            |
| Mavuba 78’ | Marcatori | 45+1’ Beauvue 57’ Schwartz |

| Arbitro: | Turpin |

|                         |           |                                                                |
| Beauvue 8’ Schwartz 70’ | Marcatori | 12’, 26’, 43’, 50’, 64’ Carlos Eduardo 45+1’ Pléa 72’ Bauthéac |

| Arbitro: | Bien |

|                   |           |  |
| Gillet 32’ (aut.) | Marcatori |  |

| Arbitro: | Millot |

|                             |           |                    |
| Lacazette 7’ Fekir 20’, 87’ | Marcatori | 45+1’ (aut.) Lopes |

| Arbitro: | Varela |

|  |           |          |
|  | Marcatori | 36’ Ntep |

| Arbitro: | Fautrel |

|                      |           |  |
| Wass 59’ Nielsen 81’ | Marcatori |  |

| Arbitro: | Delerue |

|                                                      |           |           |
| Mandanne 4’, 62’ Giresse 20’ Beauvue 61’ (rig.), 78’ | Marcatori | 17’ Yahia |

| Arbitro: | Schneider |

|                             |           |                                       |
| Charbonnier 6’ Oniangué 68’ | Marcatori | 33’ Jacobsen 47’ Mandanne 79’ Beauvue |

| Arbitro: | Gautier |

|          |           |  |
| Pied 11’ | Marcatori |  |

| Arbitro: | Ennjimi |

|             |           |            |
| Doumbia 25’ | Marcatori | 8’ Giresse |

#### Girone di ritorno
| Arbitro: | Turpin |

|                                |           |  |
| Mandanne 17’ Beavue 76’ (rig.) | Marcatori |  |

| Arbitro: | Bien |

|                       |           |                      |
| Lemina 85’ Gignac 89’ | Marcatori | 90+1’ (rig.) Beauvue |

| Arbitro: | Chapron |

|                                      |           |                                         |
| Beauvue 19’, 76’ (rig.) Mandanne 69’ | Marcatori | 72’ (rig.) Jeannot 90+2’ (aut.) Lévêque |

| Arbitro: | Desiage |

|             |           |             |
| Poundjé 56’ | Marcatori | 28’ Beauvue |

| Arbitro: | Buquet |

|             |           |  |
| Lévêque 51’ | Marcatori |  |

| Arbitro: | Millot |

|  |           |                       |
|  | Marcatori | 26’ Mandanne 39’ Pied |

| Arbitro: | Castro |

|  |           |                        |
|  | Marcatori | 2’ Sanson 55’ Bérigaud |

| Nantes 1º marzo 2015, ore 14:00 CET 27ª giornata | Nantes | – | Guingamp | Stade de la Beaujoire |

| Guingamp 8 marzo 2015, ore 17:00 CET 28ª giornata | Guingamp | – | Lilla | Stade de Roudourou |

| Nizza 14 marzo 2015, ore ? CET 29ª giornata | Nizza | – | Guingamp | Allianz Riviera |

| Furiani 21 marzo 2015, ore ? CET 30ª giornata | Bastia | – | Guingamp | Stade Armand Cesari |

| Guingamp 4 aprile 2015, ore ? CEST 31ª giornata | Guingamp | – | Olympique Lione | Stade de Roudourou |

| Rennes 12 aprile 2015, ore ? CEST 32ª giornata | Rennes | – | Guingamp | Stade de la Route de Lorient |

| Guingamp 18 aprile 2015, ore ? CEST 33ª giornata | Guingamp | – | Évian TG | Stade de Roudourou |

| Caen 25 aprile 2015, ore ? CEST 34ª giornata | Caen | – | Guingamp | Stadio Michel d'Ornano |

| Guingamp 3 maggio 2015, ore ? CEST 35ª giornata | Guingamp | – | Stade Reims | Stade de Roudourou |

| Parigi 9 maggio 2015, ore ? CEST 36ª giornata | Paris Saint-Germain | – | Guingamp | Parc des Princes |

| Guingamp 16 maggio 2015, ore ? CEST 37ª giornata | Guingamp | – | Tolosa | Stade de Roudourou |

| Saint-Étienne 23 maggio 2015, ore ? CEST 38ª giornata | Saint-Étienne | – | Guingamp | Stade Geoffroy-Guichard |

### Coppa di Francia

#### Fase a eliminazione diretta
| Arbitro: | Varela |

|  |           |                           |
|  | Marcatori | 51’, 64’ Beauvue 81’ Pied |

| Arbitro: | Fautrel |

|                           |           |  |
| Beauvue 60’ Giresse 90+2’ | Marcatori |  |

| Arbitro: | Bien |

|           |           |                               |
| Ngoye 62’ | Marcatori | 90+4’, 97’ Mandanne 100’ Pied |

| Concarneau 5 marzo 2015, ore 21:00 CET Quarti di finale                   | Concarneau | 1 – 2                     | Guingamp | Stade Guy Piriou |
| \| \| \| \| \| Gourmelon 22’ \| Marcatori \| 3’ Mandanne 90+2’ Beauvue \| |            |                           |          |                  |
|                                                                           |            |                           |          |                  |
| Gourmelon 22’                                                             | Marcatori  | 3’ Mandanne 90+2’ Beauvue |          |                  |

| Auxerre 7 aprile 2015, ore 21:00 CET Semifinali   | Auxerre   | 1 – 0 | Guingamp | Stade de l'Abbé Deschamps |
| \| \| \| \| \| Sammaritano 15’ \| Marcatori \| \| |           |       |          |                           |
|                                                   |           |       |          |                           |
| Sammaritano 15’                                   | Marcatori |       |          |                           |

### Coppa di Lega

#### Fase a eliminazione diretta
| Arbitro: | Bien |

|  |           |                          |
|  | Marcatori | 13’ Mandanne 68’ Beauvue |

| Arbitro: | Rainville |

|                           |           |  |
| Berbatov 8’ Martial 90+4’ | Marcatori |  |

### Europa League

#### Fase a gironi
| Arbitro: | Lechner |

|                                          |           |  |
| Vargas 32’ Cuadrado 67’ Bernardeschi 88’ | Marcatori |  |

| Arbitro: | Mažeika |

|                   |           |  |
| Marveaux 47’, 50’ | Marcatori |  |

| Minsk 23 ottobre 2014, ore 17:00 EAT Gruppo K - 3ª giornata | Dinamo Minsk | 0 – 0 referto | Guingamp | Dinamo-Yuni (4.511 spett.)\| Arbitro: \| Stavrev \| |
| Arbitro:                                                    | Stavrev      |               |          |                                                     |

| Arbitro: | Kučin |

|                          |           |  |
| Beauvue 44’ Mandanne 86’ | Marcatori |  |

| Arbitro: | Es'kov |

|                    |           |                      |
| Beauvue 45’ (rig.) | Marcatori | 6’ Marin 13’ Babacar |

| Arbitro: | Blom |

|                  |           |                 |
| Athanasiadis 22’ | Marcatori | 7’, 83’ Beauvue |

#### Fase a eliminazione diretta
| Arbitro: | Vinčić |

|                        |           |                   |
| Beauvue 72’ Diallo 75’ | Marcatori | 19’ Miguel Veloso |

| Arbitro: | Strömbergsson |

|                                                  |           |              |
| Teodorczyk 31’ Bujal's'kij 46’ Husjev 75’ (rig.) | Marcatori | 66’ Mandanne |

### Supercoppa di Francia
| Arbitro: | Turpin |

|                            |           |  |
| Ibrahimović 8’, 20’ (rig.) | Marcatori |  |

## Statistiche
Aggiornate al 26 febbraio 2015

### Statistiche di squadra
| Competizione          | Punti | In casa | In casa | In casa | In casa | In casa | In casa | In trasferta | In trasferta | In trasferta | In trasferta | In trasferta | In trasferta | Totale | Totale | Totale | Totale | Totale | Totale | DR  |
| Competizione          | Punti | G       | V       | N       | P       | Gf      | Gs      | G            | V            | N            | P            | Gf           | Gs           | G      | V      | N      | P      | Gf     | Gs     | DR  |
| --------------------- | ----- | ------- | ------- | ------- | ------- | ------- | ------- | ------------ | ------------ | ------------ | ------------ | ------------ | ------------ | ------ | ------ | ------ | ------ | ------ | ------ | --- |
| Ligue 1               | 49    | 19      | 9       | 1       | 9       | 23      | 25      | 19           | 6            | 3            | 10           | 18           | 30           | 38     | 15     | 4      | 19     | 41     | 55     | -14 |
| Coppa di Francia      | -     | 1       | 1       | 0       | 0       | 2       | 0       | 2            | 2            | 0            | 0            | 6            | 1            | 3      | 3      | 0      | 0      | 8      | 1      | +7  |
| Coppa di Lega         | -     | -       | -       | -       | -       | -       | -       | 2            | 1            | 0            | 1            | 2            | 2            | 2      | 1      | 0      | 1      | 2      | 2      | 0   |
| Europa League         | 10    | 4       | 3       | 0       | 1       | 7       | 3       | 4            | 1            | 1            | 2            | 3            | 7            | 8      | 4      | 1      | 3      | 10     | 10     | 0   |
| Supercoppa di Francia | -     | -       | -       | -       | -       |         | -       | -            | -            | -            | -            | -            | -            | 1      | 0      | 0      | 1      | 0      | 2      | -2  |
| Totale                | 59    | 24      | 13      | 1       | 10      | 32      | 28      | 26           | 11           | 4            | 13           | 29           | 40           | 52     | 23     | 5      | 24     | 61     | 70     | -9  |

### Andamento in campionato
| Giornata  | 1  | 2  | 3  | 4  | 5  | 6  | 7  | 8  | 9  | 10 | 11 | 12 | 13 | 14 | 15 | 16 | 17 | 18 | 19 | 20 | 21 | 22 | 23 | 24 | 25 | 26 | 27 | 28 | 29 | 30 | 31 | 32 | 33 | 34 | 35 | 36 | 37 | 38 |
| --------- | -- | -- | -- | -- | -- | -- | -- | -- | -- | -- | -- | -- | -- | -- | -- | -- | -- | -- | -- | -- | -- | -- | -- | -- | -- | -- | -- | -- | -- | -- | -- | -- | -- | -- | -- | -- | -- | -- |
| Luogo     | C  | T  | C  | T  | C  | T  | C  | T  | C  | T  | C  | C  | T  | C  | T  | C  | T  | C  | T  | C  | T  | C  | T  | C  | T  | C  | T  | C  | T  | T  | C  | T  | C  | T  | C  | T  | C  | T  |
| Risultato | P  | V  | P  | P  | V  | P  | P  | P  | P  | V  | P  | V  | P  | P  | P  | V  | V  | V  | N  | V  | V  | V  | N  | V  | V  | P  |    |    |    |    |    |    |    |    |    |    |    |    |
| Posizione | 19 | 13 | 16 | 18 | 16 | 19 | 19 | 20 | 20 | 19 | 20 | 16 | 18 | 19 | 20 | 17 | 16 | 13 | 12 | 13 | 13 | 12 | 11 | 10 | 8  | 8  |    |    |    |    |    |    |    |    |    |    |    |    |

Fonte:  Classements, su lfp.fr, LFP.
Legenda:

Luogo: C = Casa; T = Trasferta. Risultato: V = Vittoria; N = Pareggio; P = Sconfitta.

### Statistiche dei giocatori
| Giocatore     | Ligue 1  | Ligue 1 | Ligue 1     | Ligue 1    | Coppa di Francia Coppa di Lega | Coppa di Francia Coppa di Lega | Coppa di Francia Coppa di Lega | Coppa di Francia Coppa di Lega | Europa League | Europa League | Europa League | Europa League | Supercoppa di Francia | Supercoppa di Francia | Supercoppa di Francia | Supercoppa di Francia | Totale   | Totale | Totale      | Totale     |
| Giocatore     | Presenze | Reti    | Ammonizioni | Espulsioni | Presenze                       | Reti                           | Ammonizioni                    | Espulsioni                     | Presenze      | Reti          | Ammonizioni   | Espulsioni    | Presenze              | Reti                  | Ammonizioni           | Espulsioni            | Presenze | Reti   | Ammonizioni | Espulsioni |
| ------------- | -------- | ------- | ----------- | ---------- | ------------------------------ | ------------------------------ | ------------------------------ | ------------------------------ | ------------- | ------------- | ------------- | ------------- | --------------------- | --------------------- | --------------------- | --------------------- | -------- | ------ | ----------- | ---------- |
| K. Achahbar   | 1        | 0       | 0           | 0          | 0+1                            | 0                              | 0                              | 0                              | 0             | 0             | 0             | 0             | -                     | -                     | -                     | -                     | 2        | 0      | 0           | 0          |
| R. Alioui     | 7        | 0       | 0           | 0          | 2+2                            | 0                              | 1+0                            | 0                              | 1             | 0             | 0             | 0             | 1                     | 0                     | 0                     | 0                     | 13       | 0      | 1           | 0          |
| B. Angoua     | 17       | 0       | 4           | 1          | 2+2                            | 0                              | 1+0                            | 0                              | 5             | 0             | 0             | 0             | 0                     | 0                     | 0                     | 0                     | 26       | 0      | 5           | 1          |
| M. Baca       | 9        | 0       | 0           | 0          | 1+1                            | 0                              | 0                              | 0                              | 1             | 0             | 1+0           | 0             | 1                     | 0                     | 0                     | 0                     | 13       | 0      | 1           | 0          |
| C. Beauvue    | 25       | 11      | 1           | 0          | 3+2                            | 3+1                            | 0                              | 0                              | 8             | 5             | 1             | 0             | 1                     | 0                     | 0                     | 0                     | 39       | 20     | 2           | 0          |
| J.A. Bègue    | -        | -       | -           | -          | -                              | -                              | -                              | -                              | -             | -             | -             | -             | -                     | -                     | -                     | -                     | -        | -      | -           | -          |
| J. Cardy      | -        | -       | -           | -          | -                              | -                              | -                              | -                              | -             | -             | -             | -             | 1                     | 0                     | 0                     | 0                     | 1        | 0      | 0           | 0          |
| G. Cerdan     | -        | -       | -           | -          | -                              | -                              | -                              | -                              | -             | -             | -             | -             | -                     | -                     | -                     | -                     | -        | -      | -           | -          |
| M. Coco       | 1        | 0       | 1           | 0          | 1+1                            | 0                              | 0                              | 0                              | -             | -             | -             | -             | -                     | -                     | -                     | -                     | 3        | 0      | 1           | 0          |
| M. Dembélé    | -        | -       | -           | -          | -                              | -                              | -                              | -                              | -             | -             | -             | -             | -                     | -                     | -                     | -                     | -        | -      | -           | -          |
| M. Diallo     | 20       | 1       | 6           | 1          | 2+0                            | 0                              | 1+0                            | 0                              | 6             | 1             | 3             | 1             | -                     | -                     | -                     | -                     | 28       | 2      | 10          | 2          |
| L. Dos Santos | 10       | 0       | 1           | 0          | 0+1                            | 0                              | 0                              | 0                              | 3             | 0             | 0             | 0             | 0                     | 0                     | 0                     | 0                     | 14       | 0      | 1           | 0          |
| L. Douniama   | 6        | 1       | 0           | 0          | 0+1                            | 0                              | 0                              | 0                              | 1             | 0             | 0             | 0             | -                     | -                     | -                     | -                     | 8        | 1      | 0           | 0          |
| T. Giresse    | 20       | 2       | 0           | 0          | 3+2                            | 1+0                            | 0                              | 0                              | 6             | 0             | 0             | 0             | 1                     | 0                     | 0                     | 0                     | 32       | 3      | 0           | 0          |
| H. Guichard   | 0        | 0       | 0           | 0          | 0+1                            | 0                              | 0                              | 0                              | 0             | 0             | 0             | 0             | 0                     | 0                     | 0                     | 0                     | 1        | 0      | 0           | 0          |
| T. Keita      | -        | -       | -           | -          | -                              | -                              | -                              | -                              | -             | -             | -             | -             | -                     | -                     | -                     | -                     | -        | -      | -           | -          |
| C. Kerbrat    | 22       | 0       | 1           | 0          | 3+2                            | 0                              | 0                              | 0                              | 6             | 0             | 0             | 0             | 1                     | 0                     | 1                     | 0                     | 34       | 0      | 2           | 0          |
| L. Jacobsen   | 15       | 1       | 1           | 0          | 2+1                            | 0                              | 0                              | 0                              | 6             | 0             | 0             | 0             | 1                     | 0                     | 0                     | 0                     | 25       | 1      | 1           | 0          |
| R. Lemaître   | 5        | 0       | 1           | 0          | 1+0                            | 0                              | 0                              | 0                              | -             | -             | -             | -             | -                     | -                     | -                     | -                     | 6        | 0      | 1           | 0          |
| D. Lévêque    | 16       | 1       | 3           | 0          | 2+1                            | 0                              | 0                              | 0                              | 5             | 0             | 2             | 0             | -                     | -                     | -                     | -                     | 24       | 1      | 5           | 0          |
| J. Lössl      | 19       | -27     | 0           | 0          | 2+1                            | 0-2                            | 0                              | 0                              | 7             | -7            | 0             | 0             | -                     | -                     | -                     | -                     | 29       | -34    | 0           | 0          |
| C. Mandanne   | 19       | 7       | 1           | 0          | 3+2                            | 2+1                            | 0+2                            | 0+1                            | 7             | 2             | 1             | 0             | 1                     | 0                     | 0                     | 0                     | 32       | 12     | 4           | 1          |
| S. Marveaux   | 17       | 0       | 0           | 0          | 1+0                            | 0                              | 0                              | 0                              | 6             | 2             | 1             | 0             | 1                     | 0                     | 0                     | 0                     | 25       | 2      | 1           | 0          |
| L. Mathis     | 21       | 0       | 2           | 0          | 1+1                            | 0                              | 0                              | 0                              | 8             | 0             | 2             | 0             | 1                     | 0                     | 0                     | 0                     | 32       | 0      | 4           | 0          |
| J. Pied       | 18       | 2       | 2           | 0          | 2+2                            | 2+0                            | 0                              | 0                              | 7             | 0             | 1             | 0             | -                     | -                     | -                     | -                     | 29       | 4      | 3           | 0          |
| Y. Salibur    | 4        | 0       | 0           | 0          | 2+1                            | 0                              | 0                              | 0                              | -             | -             | -             | -             | -                     | -                     | -                     | -                     | 7        | 0      | 0           | 0          |
| M. Samassa    | 7        | -11     | 0           | 1          | 1+0                            | 0                              | 0                              | 0                              | 1             | -4            | 0             | 0             | 1                     | -2                    | 0                     | 0                     | 10       | -17    | 0           | 1          |
| Y. Sankharé   | 19       | 0       | 6           | 1          | 3+1                            | 0                              | 0+1                            | 0                              | 6             | 0             | 1             | 0             | -                     | -                     | -                     | -                     | 29       | 0      | 8           | 1          |
| B. Sankho     | 5        | 0       | 1           | 0          | 0+1                            | 0                              | 0                              | 0                              | 3             | 0             | 0             | 0             | 0                     | 0                     | 0                     | 0                     | 9        | 0      | 1           | 0          |
| R. Schwartz   | 13       | 2       | 1           | 0          | 1+0                            | 0                              | 0                              | 0                              | 2             | 0             | 1             | 0             | 1                     | 0                     | 0                     | 0                     | 17       | 2      | 2           | 0          |
| J. Sorbon     | 24       | 0       | 1           | 0          | 3+1                            | 0                              | 0                              | 0                              | 6             | 0             | 0             | 0             | 1                     | 0                     | 0                     | 0                     | 35       | 0      | 1           | 0          |
| M. Yatabaré   | 4        | 0       | 2           | 0          | -                              | -                              | -                              | -                              | -             | -             | -             | -             | 1                     | 0                     | 0                     | 0                     | 5        | 0      | 2           | 0          |
| S. Yatabaré   | 14       | 1       | 6           | 0          | 1+0                            | 0                              | 1+0                            | 0                              | 8             | 0             | 1             | 0             | -                     | -                     | -                     | -                     | 23       | 1      | 8           | 0          |